# Landes-le-Gaulois
Landes-le-Gaulois – miejscowość i gmina we Francji, w Regionie Centralnym, w departamencie Loir-et-Cher.
Według danych na rok 1990 gminę zamieszkiwało 589 osób, a gęstość zaludnienia wynosiła 24 osoby/km² (wśród 1842 gmin Regionu Centralnego Landes-le-Gaulois plasuje się na 614. miejscu pod względem liczby ludności, natomiast pod względem powierzchni na miejscu 508.).